# Brachymesia gravida
Brachymesia gravida е вид водно конче от семейство Libellulidae. Видът не е застрашен от изчезване.

## Разпространение
Разпространен е в САЩ (Алабама, Аризона, Арканзас, Вирджиния, Джорджия, Луизиана, Мериленд, Мисисипи, Ню Джърси, Ню Мексико, Оклахома, Северна Каролина, Тексас, Тенеси, Флорида и Южна Каролина).

## Описание
Популацията на вида е стабилна.